# Terratrèmol de Xile de 2015
El terratrèmol de Xile, va ser un sisme que va tenir lloc a Xile, a les 19:54:28 hora local (UTC-3), el dimecres 16 de setembre de 2015, i que va arribar a una magnitud de 8,4 MW. L'epicentre fou a uns 50 quilòmetres de la ciutat de Illapel, a la Regió de Coquimbo, i uns dos-cents quilòmetres de la capital, Santiago de Xile. Es va percebre a gran part de Xile i a algunes zones de l'Argentina i Brasil.
El Servicio Hidrográfico y Oceanográfico de la Armada de Chile (SHOA) va decretar de primer moment «alarma de tsunami», que es va estendre fins a les costes de l'oceà Pacífic, Perú, Equador i Hawaii, i fou cancel·lada unes hores després.

## Geomorfologia

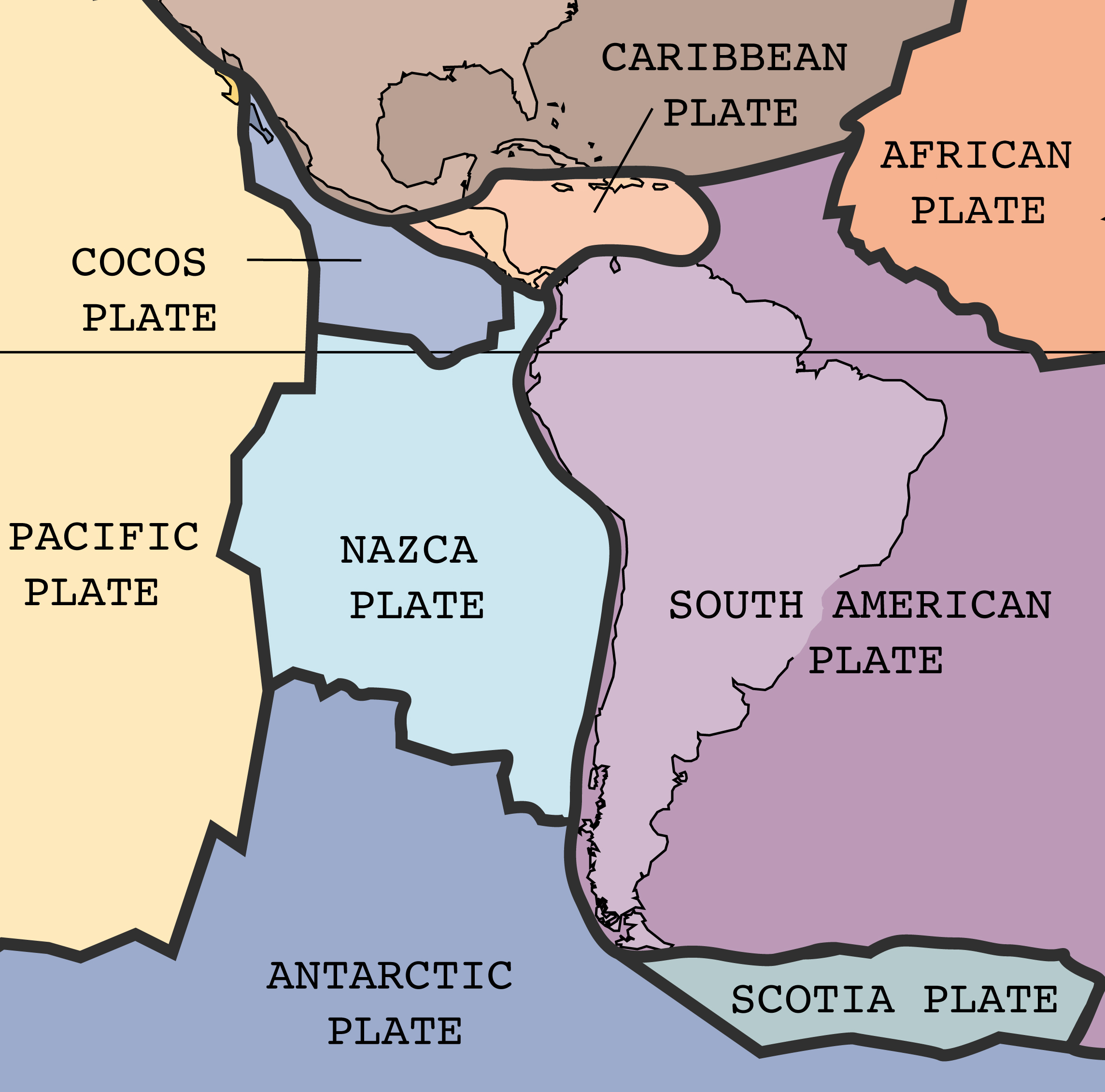
Procés de subducció de la placa de Nazca sota la placa sud-americana

La placa de Nazca deriva cap a l'est nord-est a una velocitat de 74 mil·límetres per any, i subdueix sota la placa sud-americana al llarg de la fossa de Perú-Xile. La vora convergent entre ambdues plaques tectòniques és causant de la formació de la serralada dels Andes, de l'actiu vulcanisme en el cinturó volcànic dels Andes, i dels terratrèmols xilens més forts registrats a la Terra, com el de 2010, de magnitud 8,8 MW, el terratrèmol de 1868, de magnitud 9,0 MW, i el de 1960, que amb una magnitud de 9,5 MW és el major registrat a la història de la humanitat.
Aquest sisme es va avançar als típics cent anys que triga a madurar una bretxa sísmica, ja que va ocórrer 72 anys després de l'últim de consideració que va tenir lloc a la regió de Coquimbo, el terratrèmol de Ovalle de 1943, que va arribar a una magnitud de 8,2 MW i va provocar un tsunami menor.

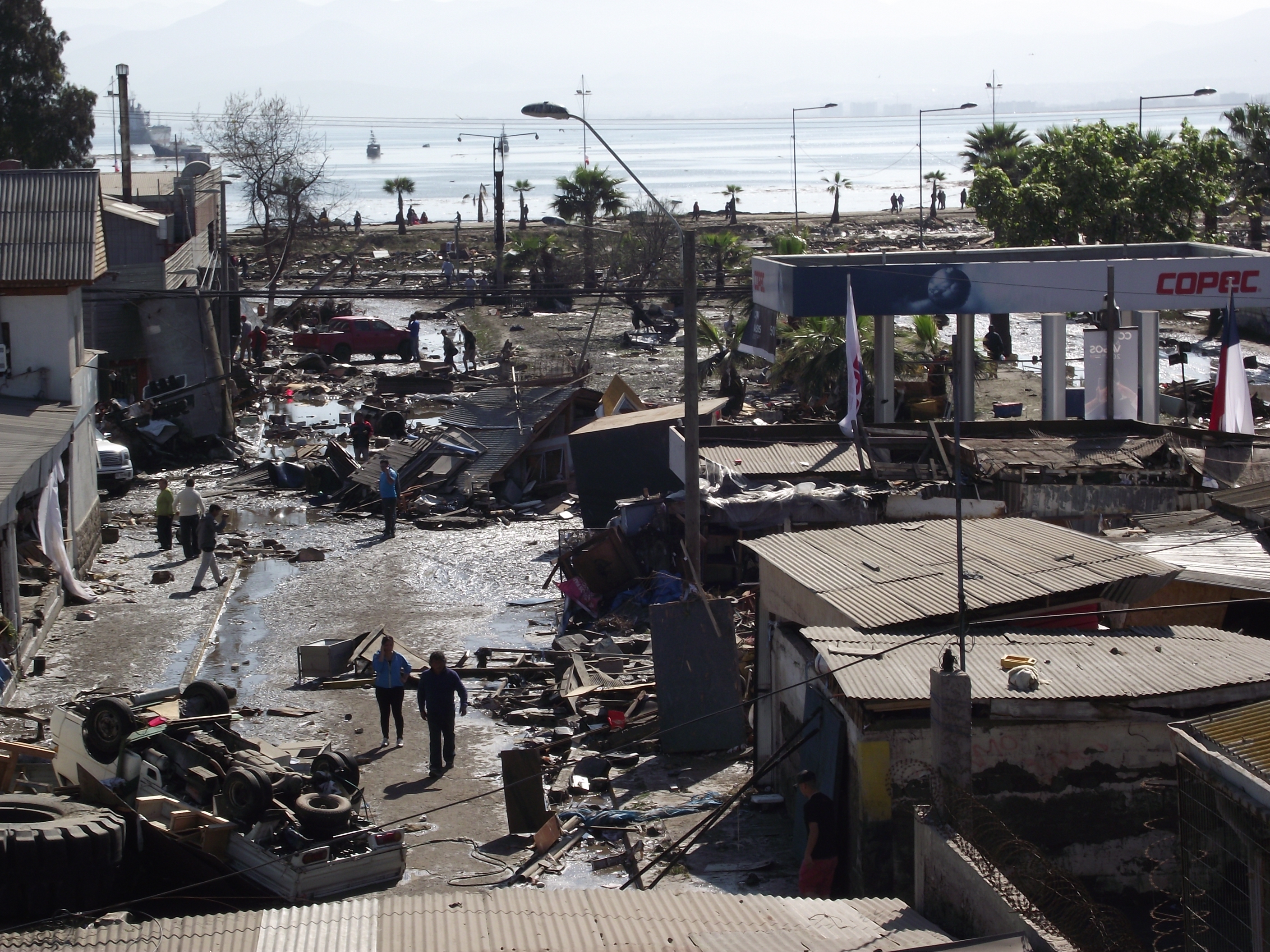
Zona de Coquimbo, amb els danys esdevenguts pel tsunami provocat pel terratrèmol

## Conseqüències
A Xile, el sisme va ocasionar tretze víctimes mortals i va deixar onze ferits amb diferents pronòstics. A més, es va informar de 1594 persones damnificades, 262 habitatges destruïts i 418 amb danys severs. El Govern de Xile va decretar «estat d'emergència constitucional» a tota la regió de Coquimbo i «zona de catàstrofe» a la província de Choapa i la comuna de Coquimbo. A l'Argentina, un home va morir durant l'evacuació de l'edifici on vivia, per un infart en caure per unes escales.